# Bejou
Bejou é uma cidade localizada no estado americano de Minnesota, no Condado de Mahnomen.

## Demografia
Segundo o censo americano de 2000, a sua população era de 94 habitantes. 
Em 2006, foi estimada uma população de 92, um decréscimo de 2 (-2.1%).

## Geografia
De acordo com o United States Census Bureau tem uma área de 
1,0 km², dos quais 1,0 km² cobertos por terra e 0,0 km² cobertos por água. Bejou localiza-se a aproximadamente 372 m acima do nível do mar.

## Localidades na vizinhança
O diagrama seguinte representa as localidades num raio de 24 km ao redor de Bejou. 